# 普通语言学
普通语言学（英語：General linguistics）又称做一般语言学，是对人类语言的看法和研究结果的理论概括，是研究语言的本质、发展和起源以及语言的类型和分类的语言学分支学科。
普通语言学有广义和狭义之分。广义的普通语言学除一般的理论问题外，还包括语音、文字、语法和词汇等问题；而狭义的普通语言学只讨论语言学中的一般性问题。